# Projekt Runeberg
In dem schwedischen Projekt Runeberg (Abkürzung: PR) werden seit 1992 gemeinfreie Texte aus nordischen Ländern und Sprachen digitalisiert und frei abrufbar ins Internet gestellt. Benannt ist das an der Universität Linköping angesiedelte Projekt nach dem finnlandschwedischen Dichter Johan Ludvig Runeberg. Begründet und geleitet wurde es von Lars Aronsson, der es jetzt in seiner Freizeit fördert.

## Geschichte
Das Project Runeberg wurde am 13. Dezember 1992 von Lars Aronsson gegründet. Inspiriert wurde er dabei vom amerikanischen Project Gutenberg. Die Computergesellschaft Lysator ging mit ihrem Server im Februar 1993 ans Netz. Per Hedbor sorgte dafür, dass das Projekt Runeberg zwischen 1993 und 1994 die ersten Werke bereitstellen konnte. Zu diesen gehörten im März 1993 die Gedichtsammlung Fänrik Ståls sägner von Johan Ludvig Runeberg, Carl Axel Magnus Lindmans Bilder ur Nordens Flora und die Ausgabe der Bibel auf Schwedisch Bibeln eller den Heliga Skrift (1996).
Durch eine Gesetzesänderung im Januar 1996, die das Urheberrecht betraf und eine Ausweitung der Schutzfrist von 50 auf 70 Jahre festschrieb, mussten einige Vorhaben zurückgestellt werden. Werke, die vor 1996 schon gemeinfrei waren, weil deren Autoren zwischen 1925 und 1945 gestorben waren, standen nun erneut für bis zu 20 Jahren unter urheberrechtlichem Schutz. Ein weiterer Rückschlag war die Kritik einiger Literaturwissenschaftler an der Textqualität. Um dem abzuhelfen, entwickelte das Projekt Runeberg ab 1998 neue Methoden für die Erstellung und Veröffentlichung eingescannter Bilder und Texte.
Am 11. Mai 2003 wurde die Digitalisierung aller 20 beziehungsweise 38 Bände der zwei ältesten Ausgaben des Nordischen Familienbuchs, der größten in schwedischer Sprache erschienenen Enzyklopädie, abgeschlossen. Dieses Werk umfasste rund 45.000 Seiten und machte somit fast die Hälfte des Umfangs aller bisherigen Digitalisate im Project Runeberg aus. Im Januar 2006 war das Volumen der Sammlung auf 400.000 digitale Faksimile-Seiten angestiegen, im Jahr 2018 waren es 2,7 Millionen Seiten.

## Digitale Werke (Auswahl)
Außer Romanen, Zeitungen und Nachschlagewerken werden auch Jahr- und Wörterbücher als elektronische Faksimileausgaben erfasst. Umfangreiche Werke sind:
- die schwedische Enzyklopädie Nordisk familjebok
- die dänische Enzyklopädie Salmonsens Konversationsleksikon
- die dänische Sammlung von Biografien Dansk biografisk leksikon